# 大阪府立工藝高等學校
大阪府立工藝高等学校（おおさかふりつ こうげい こうとうがっこう）是大阪府大阪市阿倍野區的公立高級中學。

## 設置学科
- 建築デザイン科
- 室内设计科
- プロダクトデザイン（日语：プロダクトデザイン）科
- 映像デザイン科
- ビジュアルデザイン（日语：ビジュアルデザイン）科
- 美術科

## 著名校友
- AFRA（日语：AFRA）（ヒューマンビートボクサー）
- 泉茂（日语：泉茂）（画家）
- 磯江毅（日语：磯江毅）（画家）
- 内田勘太郎（日语：内田勘太郎）（ブルースギタリスト・憂歌団（日语：憂歌団））
- 江川ほーじん（日语：江川ほーじん）（ベーシスト）中退
- 川上未映子（芥川龍之介獎受賞の小説家・ミュージシャン）
- 木村恒久（日语：木村恒久）（グラフィックデザイナー）
- 木村充揮（日语：木村充揮）（歌手・憂歌団（日语：憂歌団））
- 後藤仁（日本画家・絵本画家）
- 多田薰（漫画家）
- 時任三郎（俳優・歌手）
- 西田亚沙子（アニメーター）
- 西村宗（日语：西村宗）（漫画家）
- 早川良雄（日语：早川良雄）（グラフィックデザイナー）
- 秀樂沙鷺（漫画家）
- 稗田一穂（日语：稗田一穂）（日本画家）
- PUSHIM（レゲエ歌手）
- 前川かずお (絵本作家、漫画家)（日语：前川かずお (絵本作家、漫画家)）（絵本作家、漫画家）中退
- 宮本貞雄（日语：宮本貞雄）（動畫師、人物設計、アートデザイナー）
- 秀乐沙鹭（聲優）
- 淀井敏夫（日语：淀井敏夫）（雕塑家）
- 六田登（漫画家）
- 若一光司（作家・画家・コメンテーター）

## 外部鏈接
- 官網 （页面存档备份，存于）